# 野坂吉五郎
野坂 吉五郎（ 慶応2年9月21日（1866年10月29日） - 没年不明）は日本の実業家、政治家。元中国興業銀行常務取締役。元中国貯蓄銀行取締役。元米子町会議員、郡会議員。自治功労者。地主。
元衆議院議員野坂茂三郎の弟。元米子市長野坂寛治の叔父。洋食のレストラン“十字屋”経営主で米子市会議員を務めた野坂康久の養父。米子市長野坂康夫は曾孫にあたる。

## 経歴
伯耆国米子法勝寺町（現鳥取県米子市法勝寺町）の商家に生まれた。屋号は油屋。野坂與八郎の五男。
明治14年（1881年）家督を相続す。
大正2年（1913年）9月、町会議員（一級）に当選。
大正4年（1915年）9月30日 - 大正8年（1919年）9月29日、郡会議員。大正4年（1915年）10月18日 - 大正8年（1919年）11月25日、郡参事会員。
大正6年（1917年）9月、町会議員（一級）に当選。
大正10年（1921年）5月、学務委員に就任。大正10年（1921年）9月、町会議員に当選。

## 家族・親族

### 野坂家
（鳥取県米子市法勝寺町）
- 父・與八郎[1]（鳥取県平民[8]）

天保2年7月生 - 没
父・與八郎は姉つね弟康二を伴い野坂茂三郎の家籍に入る
- 兄・茂三郎（鳥取県平民[9]、呉服商、人参製造・米綿仲買商[10]、実業家、政治家）

文久元年（1861年）2月生 - 大正12年（1923年）5月没
- 弟・康二（実業家）

明治10年（1877年）4月生 - 没
- 同妻・政子（千葉県士族、海軍少将本山漸三女）

- 妻・あさ（角田益次郎長女[1]）

明治3年（1870年）5月生 - 没
- 男・享蔵[1]

明治42年（1909年）8月生 - 没
- 養子・康久（長女幹代夫[1]、旧姓稲田）

明治22年（1889年）6月生 - 没
- 二女・章子（古島哲造に嫁す[1]）

## 関連
- 中国興業銀行
- 名島嘉吉郎

## 史料

### 大正5年（1916年）の地主層
当時、商工業の有力者は同時に地主でもあった。この年度における米子町の地価1000円以上の地主名を挙げると次の通りである。1000円～2000円の部に野坂吉五郎の名前がみえる。
- 1000円～2000円の部[2]

八幡貞蔵、森尾甚太郎、大塚誠太郎、三好豊吉、渡辺幸四郎、隠岐村初太郎、野坂吉五郎、末好和三、小倉延衛、住田半三郎、今井兼文、富長為太、勝田伝六、久山義英、植田兼蔵
- 2000円～3000円の部[2]

神庭政七、亀尾定右衛門、亀尾伝三郎、藤谷喜三郎、天野芳太郎、井田虎次郎、有本松太郎、渡辺慶太郎、船越正蔵
- 3000円～4000円の部[2]

黒田繁夫、天満徳太郎、田中庄次郎、篠原義一、村上常三、長田吉太郎、小西芳太郎、中村藤吉、門脇孝一、津田宗一郎、広戸藤次郎
- 4000円～5000円の部[2]

砂田竹太郎、坂江まつの
- 5000円～7000円の部[2]

小坂市太郎、森久太郎、野波令蔵、松浦常太郎
- 7000円～10000円の部[2]

大谷房太郎、平野万寿子、石賀善五郎
- 10000円～15000円の部[2]

田村源太郎、近藤なお、益尾徳次郎、杵村喜市、船越作一郎、稲田秀太郎
- 15000円～20000円の部[2]

木村吉兵衛
- 20000円～25000円の部[2]

三好栄次郎、後藤快五郎
- 30000円～35000円の部[2]

野坂茂三郎
- 35000円～45000円の部[2]

益尾吉太郎
- 70000円～100000円の部[2]

名島嘉吉郎
- 100000円以上の部[2]

坂口平兵衛